# Achyrocalyx pungens
Achyrocalyx pungens är en akantusväxtart som beskrevs av Raymond Benoist. Achyrocalyx pungens ingår i släktet Achyrocalyx och familjen akantusväxter. Inga underarter finns listade i Catalogue of Life.